# Szczi

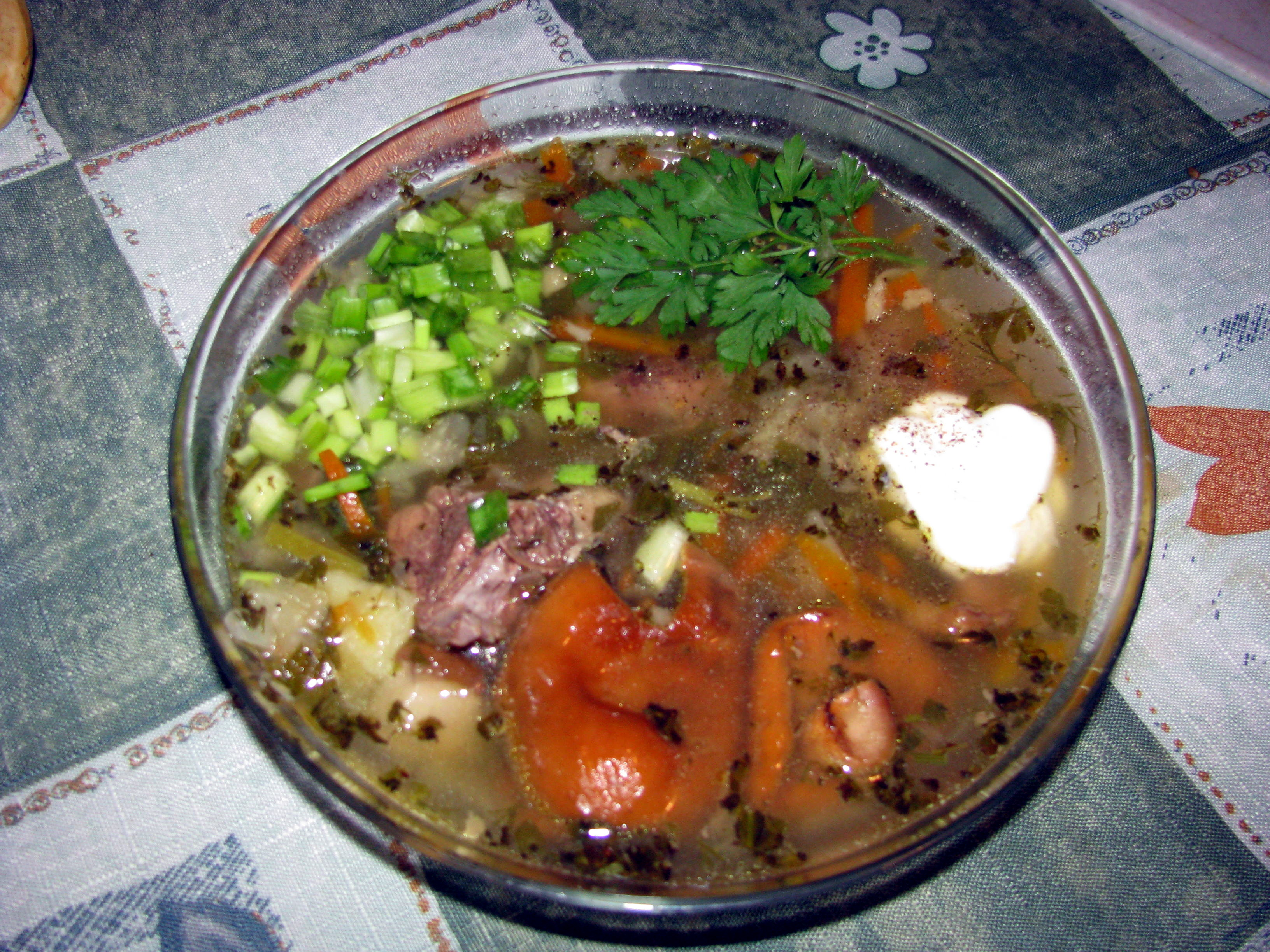
Zupa szczi – zielone dodatki i śmietanę można dodać na talerz przed podaniem

Szczi (ros. щи) – popularny w kuchni rosyjskiej rodzaj zupy z warzyw liściastych, z dodatkiem mięsa, grzybów lub ryb. W zależności od zastosowanego wywaru, szczi może być  kapuśniakiem, zupą grzybową lub rybną, przy czym kapusta pozostaje składnikiem niezmiennym. Współcześnie w kuchni rosyjskiej występuje kilkadziesiąt modyfikacji podstawowego przepisu.

## Historia
Potrawa jest znana na terenach dzisiejszej Rosji od IX wieku, w XI wieku stała się bardzo popularna z uwagi na łatwy przepis i powszechnie dostępne składniki. Jej nazwa najprawdopodobniej pochodzi od słowa съто, które w języku staroruskim oznaczało jedzenie. Pierwotnie przygotowywano ją bez mięsa, na bulionie warzywnym. Danie spożywano m.in. na carskich dworach. Zupę szczi jadał Piotr I, Aleksander III i Mikołaj II. Była też jednym z podstawowych dań kuchni chłopskiej, w której często przygotowywano tańszy wariant, bez mięsa.
Kapusta, podstawowy składnik zupy szczi, nie była znana, ani uprawiana na terenach dawnej Rusi, ale warzywo było znane w Starożytnym Rzymie i Bizancjum. Około VIII wieku z powyższych regionów trafiło na Ruś i szybko uzyskało popularność.

## Przygotowanie

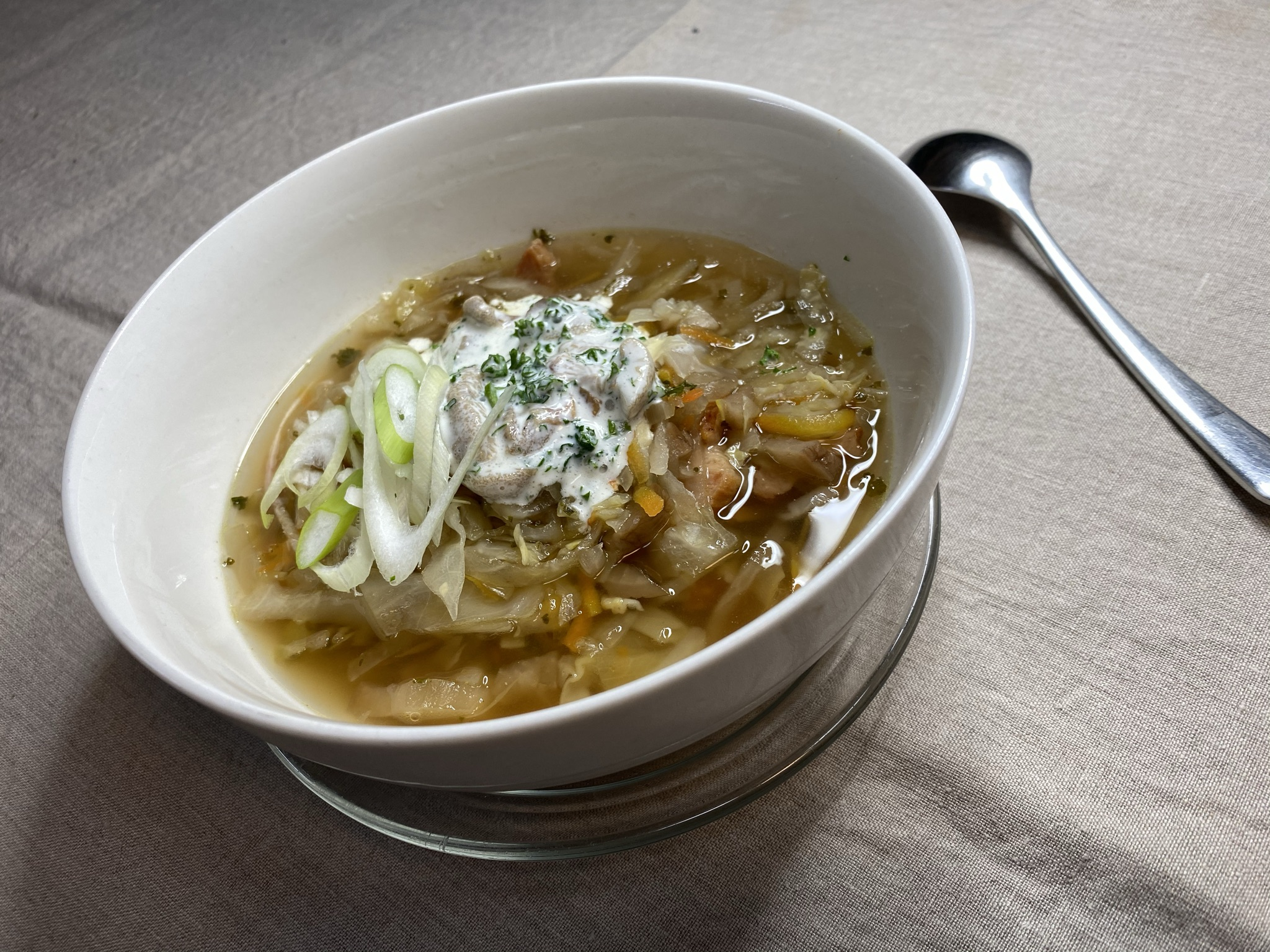
Wariant zupy szczi, przygotowany na bazie kiszonej kapusty i bulionie grzybowym, podawany na zimno.

Zupę przygotowuje się z kapusty świeżej lub kwaszonej, ale do jej przygotowania może posłużyć także szczaw, szpinak lub pokrzywa. Szczi gotuje się na wywarze mięsnym, grzybowym lub rybnym, dodając pomidory i warzywa korzeniowe, a następnie zaprawia śmietaną, bez zagotowania. Do zupy przygotowanej z kapusty świeżej podaje się kulebiaki lub pierożki z kaszą. Do zupy przygotowanej z kapusty kwaszonej dodatkiem jest ugotowana na sypko kasza gryczana lub pierożki. Zupa przygotowana ze szczawiu nosi nazwę zielonego szczi (ros. зелёные щи).
Podstawowy przepis posiada wiele wariantów zależnych od:
- Temperatury podania - zupa zazwyczaj spożywana jest na gorąco, ale może również zostać podana w temperaturze pokojowej.
- Rodzaju kapusty - występuje wersja bazująca na białej, surowej kapuście, kapuście kiszonej lub smażonej.
- Rodzaju bulionu – dopuszcza się: warzywny, mięsny, grzybowy lub rybny.
- Zastosowanych dodatków, takich jak: grzanki, pierożki, kasza, kawałki mięsa, jajka gotowane na twardo.

## Przysłowia i nawiązania w literaturze

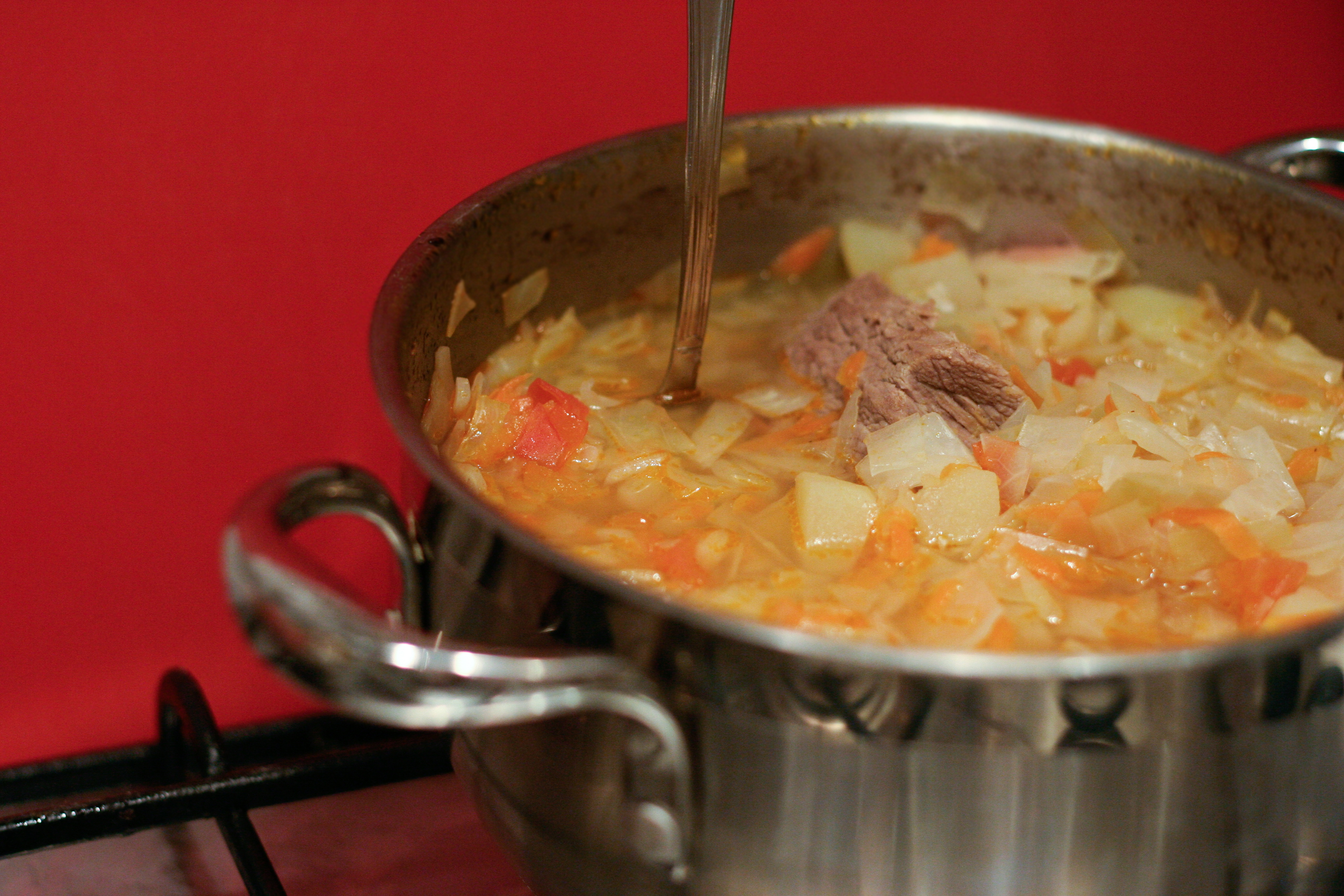
Zupa szczi, przygotowana na wywarze mięsnym.

Popularne danie zostało przywołane w kilkunastu rosyjskich przysłowiach, np.:
- Rodzony ojciec może się znudzić, ale zupa szczi się nie znudzi (ros. Отец родной надоест, а щи не надоедят);
- Szukaj nas tam, gdzie jest zupa szczi (Где щи - тут и нас ищи);
- Jeśli masz dobrą zupę szczi, nie szukaj innego jedzenia. (Если хорошие щи, так другой пищи не ищи);
- Ugotujcie zupę szczi, żeby przyszli do was goście (Кипите, щи, чтобы гости шли)[9].

Potrawa występuje również w literaturze rosyjskiej, np. w utworze Wieczory na chutorze w pobliżu Dikańki autorstwa Nikołaja Gogola. W opowiadaniu Iwana Turgieniewa Mumu talerz zupy szczi stoi na stole, kiedy główny bohater Gierasim płacze. Jedna z jego łez spada do dania.
Szczi zostaje wspomniana  w utworze Wańka, autorstwa Antona Czechowa i jego opowiadaniu Zbrodniarz. Zupa z kapusty pojawia się w wierszu Hate, autorstwa Władimira Majakowskiego.
Poeta Jurij Odarczenko poświęcił potrawie jeden ze swoich wierszy. Zupę szczi określił jako drugie (obok kaszy) podstawowe danie Rosjanina: "Щи да каша – пища наша", co można przetłumaczyć jako "Szczi i kasza – strawa nasza". Powyższy fragment wiersza stał się jednym z rosyjskich przysłów.
Zupa szczi pojawia się w ukraińskiej piosence patriotycznej Bayraktar.